# Alan II Krętobrody
Alan II Krętobrody (ur. ok. 900, zm. 952), książę Bretanii, hrabia Vannes, Poher i Nantes, syn Mathuedoiego, hrabiego Poher, i jego nieznanej z imienia żony, córki króla Bretanii Alana I Wielkiego.

## Życiorys
Po śmierci Alana Wielkiego, kiedy Bretanię opanowali wikingowie, Alan wraz z ojcem uciekli na dwór króla Anglii Edwarda Starszego. Po 29 latach bezkrólewia Alan II powrócił do Bretanii w 936 roku. Wylądował w Dol i został tam powitany przez mnicha Jana de Landévennec. Wsparcia Alanowi udzielił następca Edwarda Starszego, Athelstan. Do 937 r. Alan opanował większość Bretanii, spychając wikingów nad Loarę. W 938 r. został okrzyknięty księciem Bretanii. 1 sierpnia 939 r. umocnił swoje panowanie, pokonując wikingów pod Trans. Alan ogłosił dzień swego zwycięstwa świętem narodowym.
Alan był bliskim sojusznikiem króla Ludwika IV Zamorskiego, który razem z nim przebywał na wygnaniu w Anglii. Alan zrzekł się praw do Cotentin, Avranchin i Mayenne, w zamian za co Ludwik orzekł, że Bretania nigdy nie była częścią jego królestwa. Alan był również sprzymierzeńcem Tybalda I, hrabiego Blois.
Książę zmarł i został pochowany w swojej stolicy, Nantes, w bazylice Notre Dame. Jego następcą został jego małoletni syn Drogo. Alan miał również dwóch nieślubnych synów – Hoela i Guerecha, późniejszych książąt Bretanii.